# Nederland op de Olympische Winterspelen 1936
Nederland nam deel aan de Olympische Winterspelen 1936 in Garmisch-Partenkirchen, Duitsland. Het was de tweede deelname en net als acht jaar eerder werden geen medailles gewonnen. Voor alle acht deelnemers was het hun eerste deelname, Gratia Schimmelpenninck van der Oye was de eerste Nederlandse vrouw die aan de winterspelen deelnam.

## Deelnemers en resultaten

### Alpineskiën
| Olympiër                            | Discipline     | Resultaat | Prestatie                                           |
| ----------------------------------- | -------------- | --------- | --------------------------------------------------- |
| Gratia Schimmelpenninck van der Oye | combinatie (v) | 14e       | 79,09 punten afdaling: 6.09,8 slalom: 1.26,5+1.56,9 |

### Bobsleeën
| Olympiër                 | Discipline      | Resultaat | Prestatie                                       |
| ------------------------ | --------------- | --------- | ----------------------------------------------- |
| Willem Gevers Sam Dunlop | tweemansbob (m) | 10e       | 5.48,11 (1.31,41 / 1.24,99 / 1.25,71 / 1.26,00) |

### Schaatsen
| Olympiër             | Discipline   | Resultaat | Prestatie       |
| -------------------- | ------------ | --------- | --------------- |
| Sjef Blaisse         | 500 m (m)    | 27e       | 46,9 (-3,5)     |
| Lou Dijkstra         | 500 m (m)    | 24e       | 46,7 (-3,3)     |
| Lou Dijkstra         | 1500 m (m)   | 20e       | 2.27,2 (-8,0)   |
| Lou Dijkstra         | 5000 m (m)   | 16e       | 8.51,5 (-31,9)  |
| Lou Dijkstra         | 10.000 m (m) | 20e       | 18.23,6 (-59,3) |
| Jan Langedijk        | 500 m (m)    | 24e       | 46,7 (-3,3)     |
| Jan Langedijk        | 1500 m (m)   | 14e       | 2.24.6 (-5,4)   |
| Jan Langedijk        | 5000 m (m)   | 4e        | 8.32.0 (-12,4)  |
| Jan Langedijk        | 10.000 m (m) | 6e        | 17.43,7 (-19,4) |
| Dolph van der Scheer | 500 m (m)    | 14e       | 45,7 (-2,3)     |
| Dolph van der Scheer | 1500 m (m)   | 9e        | 2.23,2 (-4,0)   |
| Dolph van der Scheer | 5000 m (m)   | 10e       | 8.43,3 (-23,7)  |
| Dolph van der Scheer | 10.000 m (m) | 16e       | 18.04,9 (-40,6) |
| Roelof Koops         | 1500 m (m)   | 27e       | 2.30,0 (-10,8)  |
| Roelof Koops         | 5000 m (m)   | 13e       | 8.48,5 (-28,9)  |
| Roelof Koops         | 10.000 m (m) | 17e       | 18.11,5 (-47,2) |

Australië · België · Bulgarije · Canada · Duitsland · Estland · Finland · Frankrijk · Griekenland · Groot-Brittannië · Hongarije · Italië · Japan · Joegoslavië · Letland · Liechtenstein · Luxemburg · Nederland · Noorwegen · Oostenrijk · Polen · Roemenië · Spanje · Tsjecho-Slowakije · Turkije · Verenigde Staten · Zweden · Zwitserland